# Edificio José María Vargas
El Edificio José María Vargas, también conocido como Edificio de Pajaritos, es la sede administrativa del Poder Legislativo Federal de Venezuela, ubicado en la ciudad de Caracas, específicamente en la Esquina de Pajaritos, cerca del Palacio Federal Legislativo, sede principal de la Asamblea Nacional, en el Municipio Libertador del Distrito Capital y, a su vez, en el Distrito Metropolitano de Caracas.
Como sede administrativa de la Asamblea Nacional, es el lugar donde funcionan las Comisiones Permanentes y Especiales, así como otras dependencias del Poder Legislativo, siendo el lugar donde los Diputados de la República tienen sus oficinas. Además, en este lugar se encuentra la dirección ejecutiva de la Asamblea Nacional, la cual se encarga de administrar el parlamento nacional, en cuanto a sus recursos y a su seguridad se refiere, siendo esta llevada por el director ejecutivo de la asamblea nacional que es designado por el presidente del parlamento.
En 2016, Henry Ramos Allup nombró al diputado Tomas Pedemonte como director ejecutivo, siendo este uno de los cargos más importantes de la Asamblea Nacional de Venezuela, donde se planteó a Pedemonte para llevar la agenda de la dirección ejecutiva de la Asamblea Nacional, durante el periodo legislativo 2016-2021.

## Comisiones Permanentes de la Asamblea Nacional
| Nº | Comisión                                                               | Funciona en |
| 1  | Comisión Permanente de Política Interior                               | Piso 3      |
| 2  | Comisión Permanente de Política Exterior, Soberanía e Integración      | Piso 5      |
| 3  | Comisión Permanente de Contraloría                                     | Piso 3      |
| 4  | Comisión Permanente de Finanzas y Desarrollo Económico                 | Piso 4      |
| 5  | Comisión Permanente de Energía y Petróleo                              | Piso 6      |
| 6  | Comisión Permanente de Defensa y Seguridad                             | Piso 6      |
| 7  | Comisión Permanente de Desarrollo Social Integral                      | Piso 5      |
| 8  | Comisión Permanente de Cultura y Recreación                            | Piso 2      |
| 9  | Comisión Permanente de Ambiente, Recursos Naturales y Cambio Climático | Piso 5      |
| 10 | Comisión Permanente de Pueblos Indígenas                               | Piso 7      |
| 11 | Comisión Permanente de Poder Popular y Medios de Comunicación          | Piso 5      |
| 12 | Comisión Permanente de Ciencia, Tecnología e Innovación                | Piso 7      |
| 13 | Comisión Permanente de Cultos y Régimen Penitenciario                  | Piso 6      |
| 14 | Comisión Permanente de la Familia                                      | Piso 7      |
| 15 | Comisión Permanente de Administración y Servicios                      | Piso 7      |